# Conjunt d'instruccions
Un conjunt d'instruccions, repertori d'instruccions, joc d'instruccions o ISA (de l'anglès Instruction Set Architecture, «Arquitectura del Conjunt d'Instruccions») és una especificació que detalla les instruccions que el processador d'un ordinador pot entendre i executar, o el conjunt de totes les ordres implementades per un disseny particular d'una CPU. El terme descriu els aspectes del processador generalment visibles a un programador, incloent-hi els tipus de dades natives, les instruccions, els registres, l'arquitectura de memòria i les interrupcions, entre d'altres aspectes.
N'hi ha de tres tipus: CISC (Complex Instruction Set Computer), RISC (Reduced Instruction Set Computer) i SISC (Simple Instruction Set Computing).
De vegades, l'arquitectura del conjunt d'instruccions s'utilitza per distingir aquest conjunt de característiques de la microarquitectura, que són els elements i tècniques que s'empren per implementar el conjunt d'instruccions. Entre aquests elements s'hi troben les microinstruccions i els sistemes de memòria cau.
Processadors amb diferents dissenys interns poden compartir un conjunt d'instruccions; per exemple l'Intel Pentium i l'AMD Athlon implementen versions gairebé idèntiques del conjunt d'instruccions x86, encara que tenen dissenys interns completament diferents.

## Llista d'ISAs
Aquesta llista no és exhaustiva, ja que contínuament s'abandonen arquitectures velles i se n'inventen de noves. Hi ha molts microprocessadors comercialment disponibles i microcontroladors que implementen ISAs. ISAs personalitzades són també bastant comuns en algunes aplicacions, p. ex. ASIC, FPGA, i computació reconfigurable.
- Llista de conjunts d'instruccions

### ISAs implementats en maquinari
- Alpha
- ARM
- Sèrie Burroughs B5000/B6000/B7000
- IA-64 (Itanium)
- MIPS
- Motorola 68k
- PA-RISC
- IBM 700/7000
  - System/360
  - System/370
  - System/390
  - z/Arquitectura
- Arquitectura Power
  - POWER
  - PowerPC
- PDP-11
  - VAX
- SPARC
- SuperH
- Tricore
- Transputer
- UNIVAC 1100/2200
- x86
  - IA-32 (i386, Pentium, Athlon)
  - x86-64 (superconjunt de 64 bits d'IA-32)
- EISC (AE32K)

### ISAs generalment implementats en programari amb encarnacions en maquinari
- p-Code (UCSD p-System Versió III en Pascal MicroEngine de Western Digital)
- Màquina Virtual Java (ARM Jazelle, picoJava, JOP)
- FORTH

### ISAs només implementat en programari
- ISAC - Instruction Set Architecture C.[4]

### ISAs mai implementats en maquinari
- ALGOL
- Màquina SECD, una màquina virtual utilitzada per alguns llenguatges de programació funcionals.
- MMIX, una màquina d'ensenyament utilitzada en The Art of Computer Programming de Donald Knuth
- Màquina-Z, una màquina virtual originada en Infocom i utilitzat per jocs d'aventura de text, i el seu successor Glulx.